# 알렉산더 가스너
알렉산더 가스너(독일어: Alexander Gassner, 1989년 8월 9일~)는 독일의 스켈레톤 선수이다. 2004년부터 경기에 출전하였다. 2007년 독일 국가대표팀에 합류했으며, 2010년 세계 주니어 선수권 대회에서 우승했다. 2011-12 스켈레톤 월드컵에서 6위를 했으며, 2012년 독일 스켈레톤 선수권 대회에서 1위를 하였다.